# Wapen van Sliedrecht

Wapen van Sliedrecht (sinds 1988)

Het wapen van Sliedrecht is op 23 augustus 1961 bij Koninklijk Besluit aan de gemeente Sliedrecht toegekend. Het is een uitbreiding van het in 1816 toegekende gemeentewapen met een parelkroon. Deze toevoeging was op verzoek van de gemeente.

## Geschiedenis

### Oorsprong
Het wapen is afgeleid van het wapen van de familie van Lockhorst, vernoemd naar het kasteel bij Leusden. De eerste vrouwe van Lokhorst (de vroegere heerlijkheid Oversliedrecht) was in de 17e eeuw Gertruyd van Lokhorst, Vrouwe van Hazerswoude. Het wapen werd in de 18e eeuw als heerlijkheidswapen gevoerd, toen de familie van Lokhorst geen bezittingen meer had in de heerlijkheid.

### Beeldmerk
De gemeente gebruikt sinds 2016 een op een wapenschild gelijkend beeldmerk voor haar correspondentie. Het is een soort logo dat niet verward mag worden met het gemeentewapen. Het geschulpte kruis heeft daarbij een golvende schildvoet van vier banen wit en blauw gekregen.

## Blazoenering

### Wapen van 1816

Oude wapen van Sliedrecht (1816)

De beschrijving van het wapen van 24 juli 1816 is: 
Van goud, beladen met een Bourgondisch kruis van sabel.

### Wapen van 1961

Oude wapen van Sliedrecht (1961)

De beschrijving is: 
Van goud, beladen met een Bourgondisch kruis van sabel. Het schild gedekt met een gouden kroon van drie bladeren en twee paarlen.
Op 25 augustus 1988 werd de beschrijving verbeterd: 
In goud een groot-uitgeschulpt schuinkruis van sabel. Het schild gedekt door een gouden kroon van 3 bladeren en 2 parels.
N.B. De heraldische kleuren in de schilden zijn: goud (geel) en sabel (zwart).